# Projet de canal Meuse et Moselle

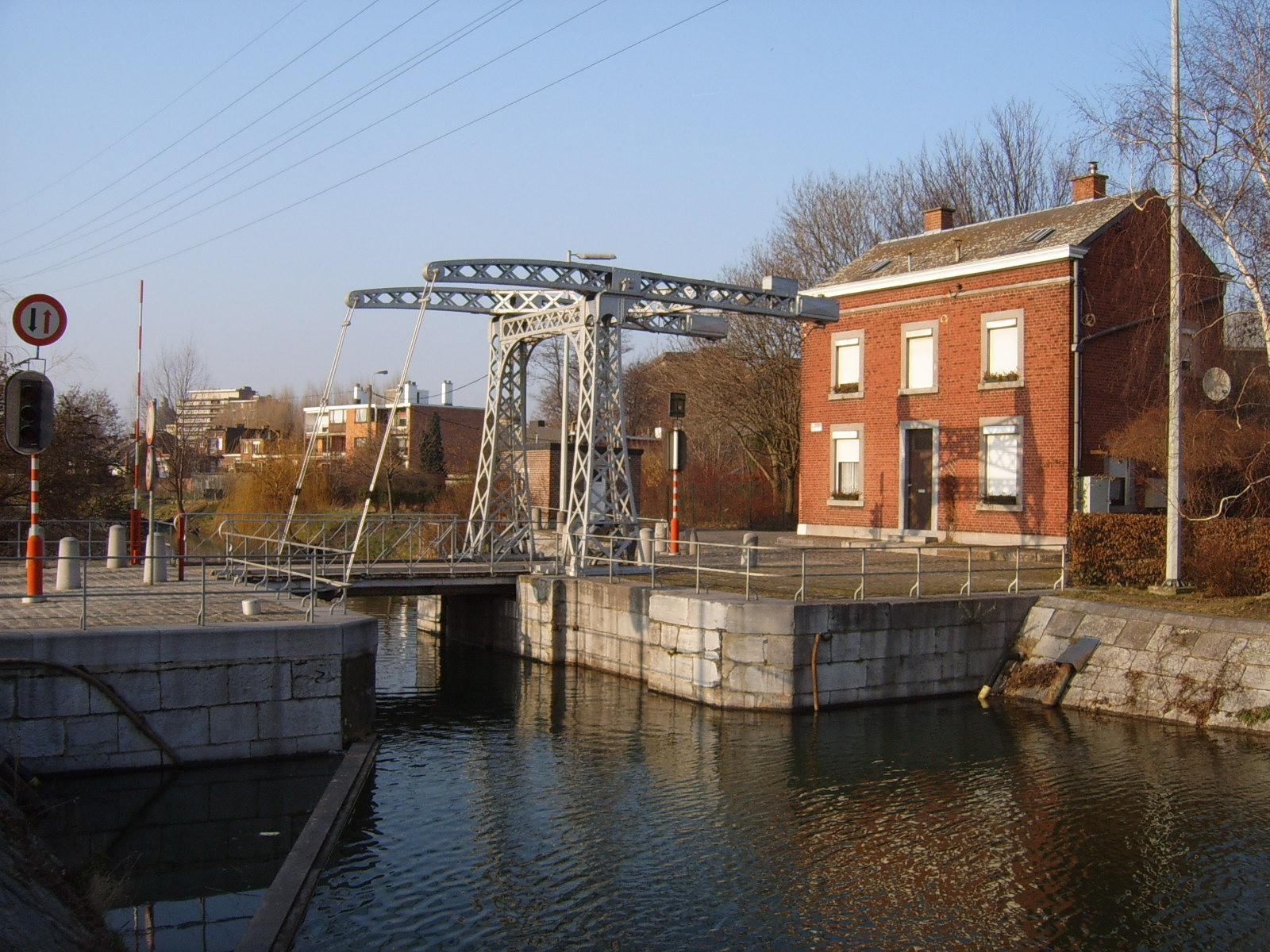
Le pont Marcotty sur le canal de l'Ourthe à Angleur (Liège)

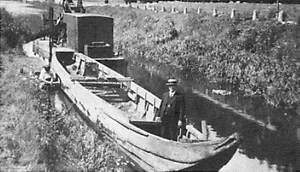
Betchete au XIXe siècle

Le canal de Meuse et Moselle ou canal de l'Ourthe est un projet industriel entrepris au début du XIXe siècle, dans une région qui correspond aujourd’hui à la Belgique et au Luxembourg, pour relier par voie d'eau la Meuse et la Moselle.
Le projet est soutenu par Guillaume Ier des Pays-Bas et mis au point par Remi De Puydt.
Il prévoit la canalisation de 300 à 400 kilomètres de voie navigable et la construction de 205 écluses ainsi qu'un tunnel de plus de deux kilomètres.
Le canal, au gabarit de 60 tonnes, aurait relié le bassin de la Meuse à celui du Rhin, permettant le passage de petites embarcations (betchetes, ou hèrna pour les plus imposantes, dans la région de Liège) par le massif ardennais. L'entreprise, entamée en 1827, sera affectée par des problèmes de financement. Les incertitudes liées à l'avenir géopolitique de la région après la révolution belge de 1830 et l'invention du chemin de fer mineront le projet. L'indépendance reconnue du grand-duché du Luxembourg au terme du traité des XXIV articles en 1839 provoquera son arrêt définitif.

## La Société du Luxembourg
Une société anonyme dénommée Société du Luxembourg fut constituée en 1828 pour réunir les concessionnaires, intéressés par le projet de canal. Le roi Guillaume Ier des Pays-Bas souscrivit personnellement pour 40 % du capital initial et le reste provint en grande majorité de capitalistes hollandais. Dans le sud de la Belgique, les investisseurs potentiels ne souscrivirent pratiquement pas au projet de canal, qui était donc considéré comme « une affaire hollandaise ».
Entre 1827 et 1831, la Société du Luxembourg entama la construction du tunnel de Bernistap ; le projet ne prit pas immédiatement fin lorsque survint la révolution belge. De 1831 à 1846, la société est toujours propriétaire de la concession du canal et doit, en principe, continuer les travaux déjà réalisés.
En 1843, elle est sommée par le Gouvernement belge de reprendre les travaux dans un délai de quatre ans, faute de quoi la concession sera résiliée par l’État. Néanmoins, le développement du chemin de fer et la difficulté technique représentée par la construction et l'exploitation du canal mirent définitivement fin au projet de canal transfrontalier remontant le cours de l'Ourthe et des affluents de la Sûre.
En 1846, la Société du Luxembourg revendit ses droits sur la concession perpétuelle du canal ainsi que sur la recherche de gisements miniers[Quoi ?] à la Grande compagnie du Luxembourg (GCL) : une société à capitaux privés chargée de construire la Ligne du Luxembourg (la ligne de chemin de fer entre Bruxelles, Namur, Arlon et la frontière luxembourgeoise).
La GCL a réalisé la canalisation de l'Ourthe entre Angleur et Comblain-au-Pont et devait prolonger le canal jusque La Roche-en-Ardenne. En 1863 l’État accorda à la GCL la concession d'une ligne de chemin de fer concurrente au canal ; par la même occasion, la GCL obtint de ne plus devoir prolonger le canal jusque la Roche-en-Ardenne. La ligne de l'Ourthe relie Angleur à Comblain-au-Pont puis continue jusque Barvaux-sur-Ourthe (près de Durbuy), Marche-en-Famenne et Marloie, où elle rejoint la ligne du Luxembourg ; elle fut construite de 1865 à 1866.

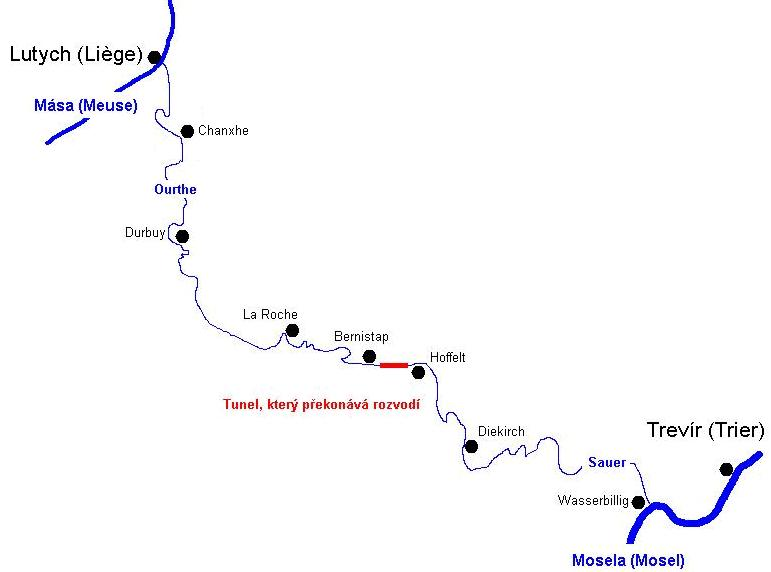
Le projet de canal

### Tracé prévu pour le canal Meuse et Moselle
Ce canal devait remonter le cours de l'Ourthe sur une grande partie de sa longueur, entre sa confluence avec la Meuse et les environs d'Houffalize. Il remontait ensuite la vallée de la rivière Tavigny avant de se détacher de ce cours d'eau aux alentours de Tavigny et d'atteindre son bief de partage et le tunnel de Bernistap. Il descend ensuite vers la Woltz, près de sa source à Huldange, cette rivière (qui devient la Clerve), se jette dans la Wiltz à Kautenbach et rejoint la Sûre quelques kilomètres plus loin à Goebelsmuhle. La Sûre se jette dans la Moselle à Wasserbillig.

## Le canal de l'Ourthe
Comme le projet du canal Meuse-Moselle qui était conçu comme canal à bief de partage a dû être abandonné pour les raisons citées plus haut, on a quand même redémarré le chantier pour construire un canal latéral à l'Ourthe qui fut mis en service en 1847 entre Angleur et Comblain-au-Pont ; il devait initialement être prolongé jusque La Roche-en-Ardenne en vue de permettre la desserte des localités situées le long de l'Ourthe.
Sur ce canal 17 écluses furent construites entre Angleur et Comblain-au-Pont.
La Grande compagnie du Luxembourg fut exonérée de la construction du canal entre Comblain et La Roche-en-Ardenne en 1863 au profit de la construction de la ligne de l'Ourthe.
L'exploitation entre Tilff et Comblain est abandonnée à l'époque de la Première Guerre mondiale, et la section restante est régulièrement utilisée jusque 1948. Le canal en amont d'Angleur sera alors progressivement remblayé,.

### N° 1 Angleur Rivage-en-Pot
Première écluse située au PK 0,00 à une cinquantaine de mètres de l'embouchure de son bief aval dans la Meuse. Mise en service en 1847 elle fut détruite en 1944 mais tout de suite reconstruite après la guerre en 1945. C'est la seule écluse qui ait gardé ses portes et qui soit encore en état de fonctionnement.

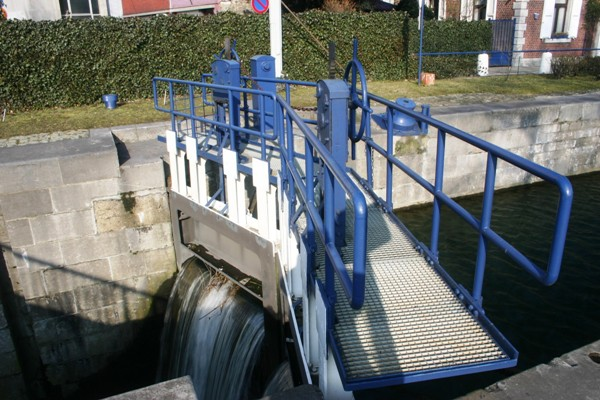
Écluse d'Angleur porte aval.
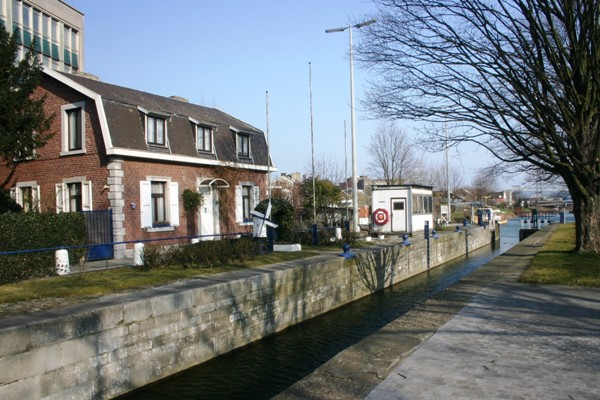
Écluse d'Angleur vue vers la sortie amont, à gauche la maison de l'éclusier.
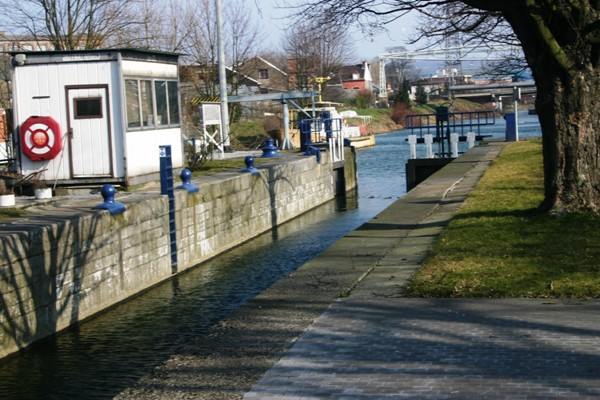
Écluse d'Angleur vue vers la sortie amont.

50° 37′ 08,99″ N, 5° 34′ 55,43″ E

### N° 2 Angleur Grosses-Battes
L'écluse se trouve au PK 1,53. Mise en service en 1847 elle a fonctionné jusqu'à la fin des années 1980.

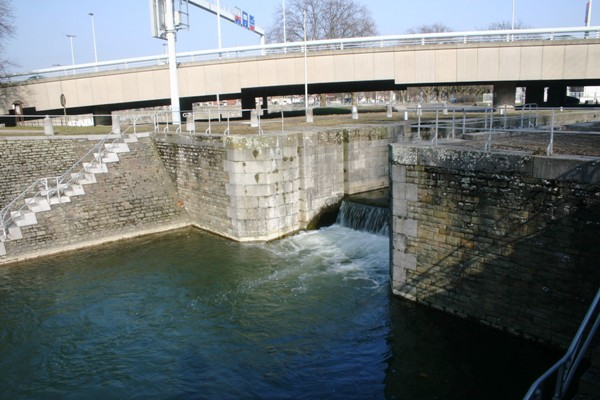
Écluse Chênée tête aval.
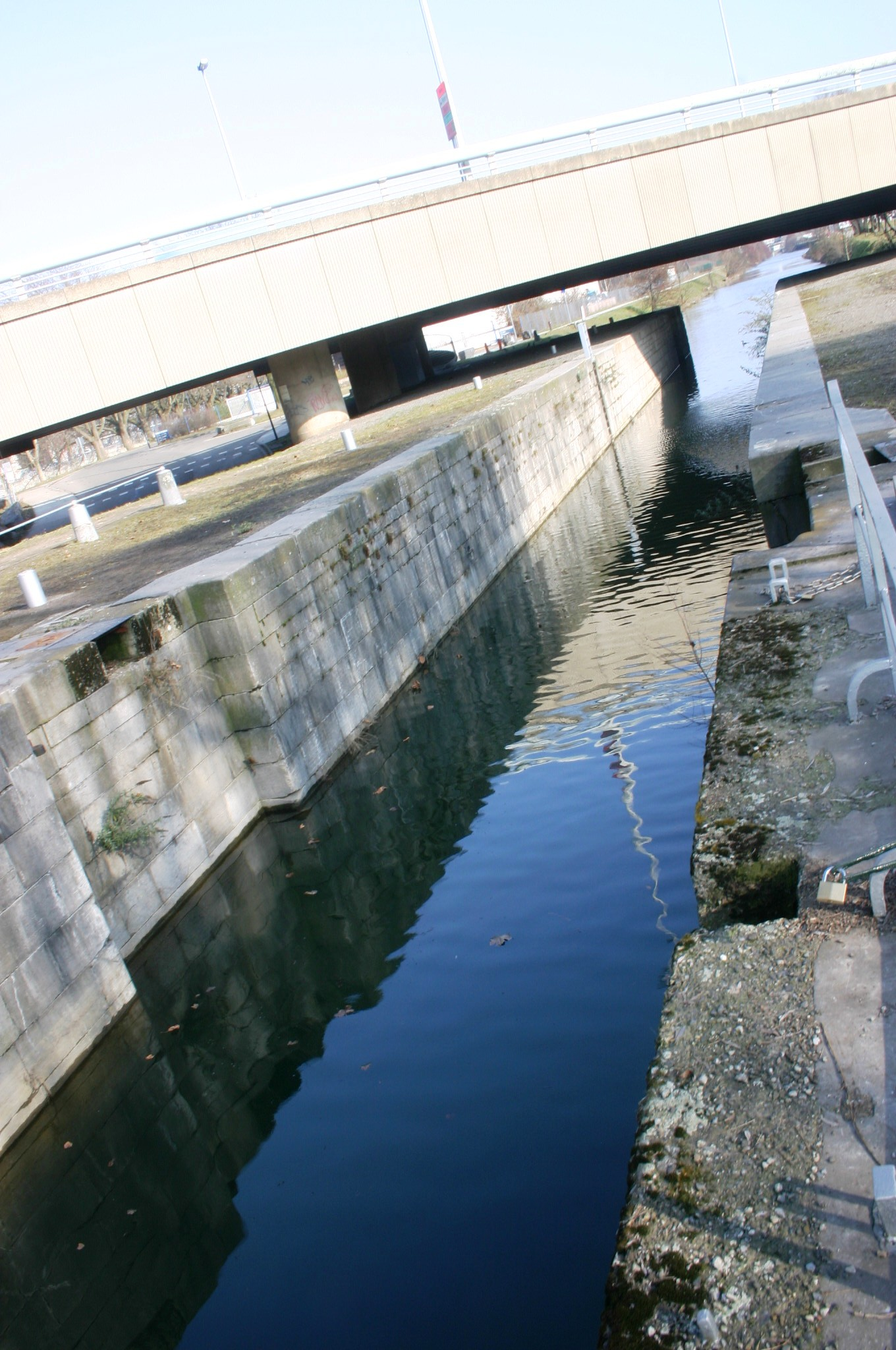
Vue dans l'écluse.

Au début des années 1960, il y avait encore des pénichettes qui déchargeaient au comptoir des matériaux (à côté du pont).[réf. nécessaire]
50° 36′ 51,48″ N, 5° 36′ 04,06″ E

### N° 2bis Porte de Garde à Angleur

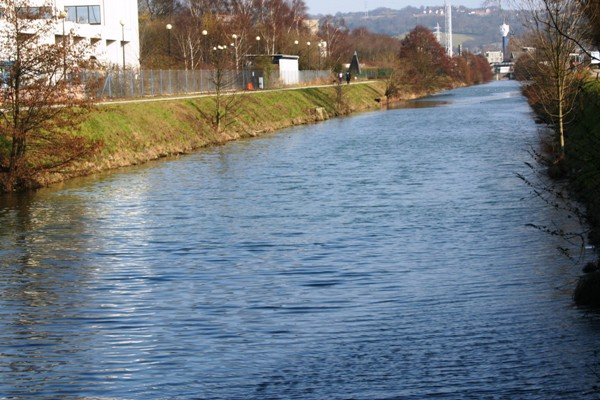
Écluse Chênée bief amont vers la tête de garde.
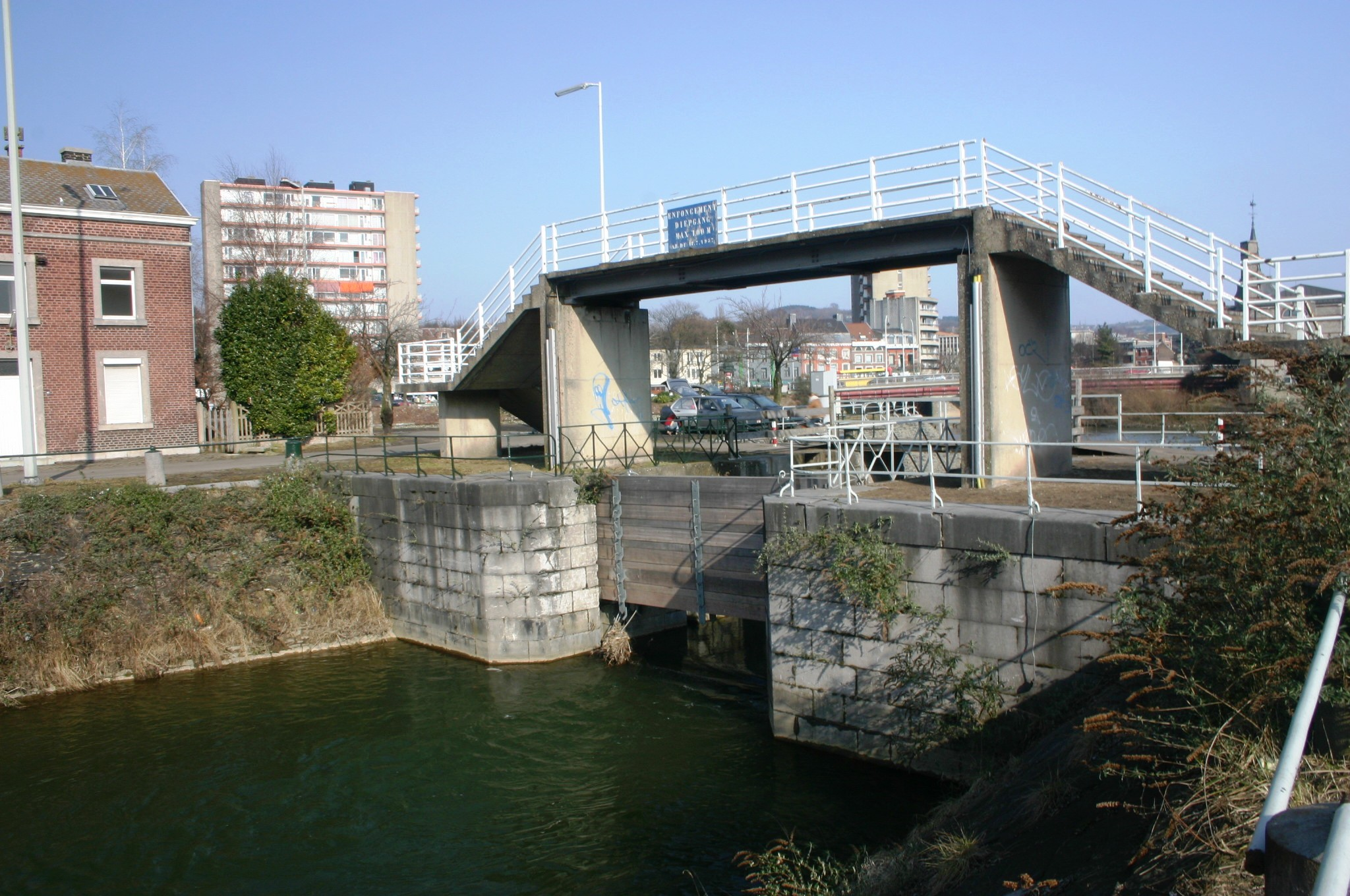
Écluse Chênée sortie du bief aval avec sa tête garde et sa passerelle.

50° 36′ 41,04″ N, 5° 36′ 42,88″ E

### N° 3 Streupas
Cette écluse au PK 3,77 a été démolie et remplacée par une digue pour maintenir le niveau d'eau dans le bief amont. À la tête de l'écluse se trouve un pont ouvert aux piétons qui ont ainsi accès à l'île entre l'Ourthe et le bief.

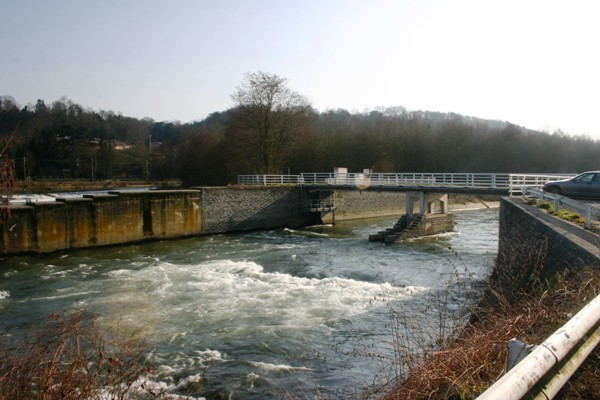
Écluse de Streupas, à la place de l'écluse aujourd'hui un pont barrage.
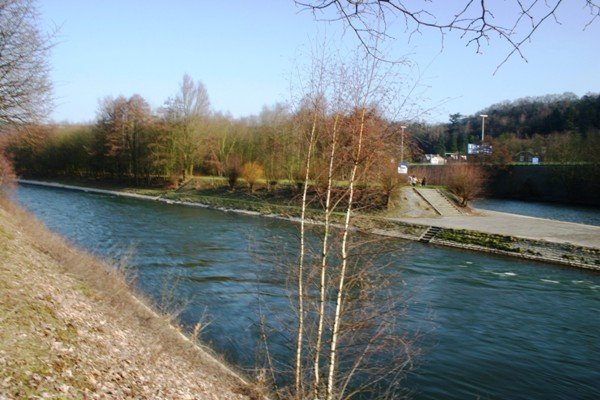
Écluse de Streupas, vue dans le bief amont.
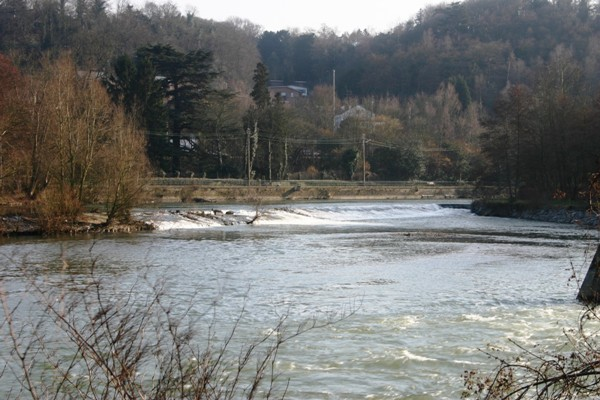
Écluse de Streupas, digue oblique en face de la sortie d'écluse.
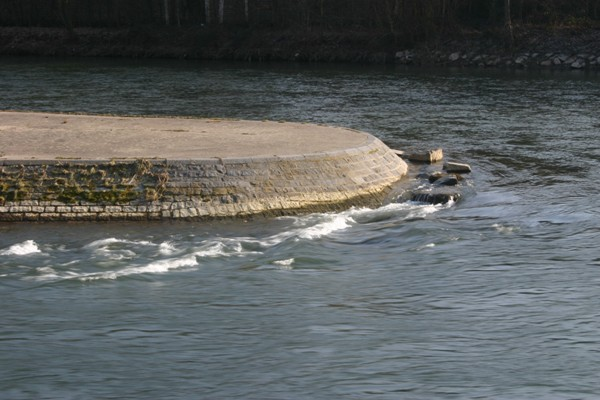
Écluse de Streupas, tête de garde amont.

50° 36′ 05,85″ N, 5° 36′ 13,25″ E

### N° 4 Sauheid
L'écluse se trouve au PK 4,59. La chambre de l'écluse existe toujours, les portes font défaut et le niveau d'eau est réglé au moyen de madriers.

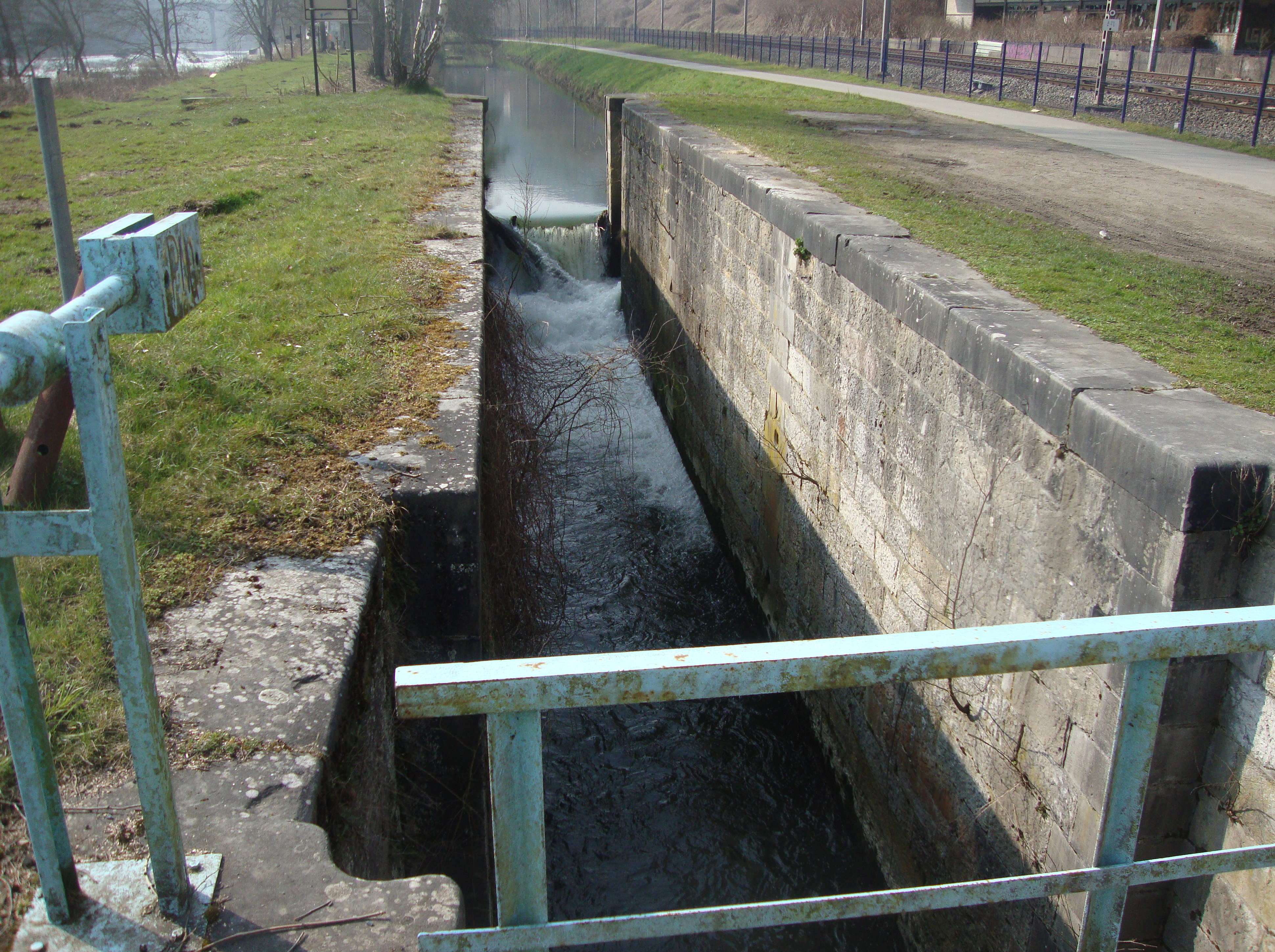
Écluse N°4 sans portes.
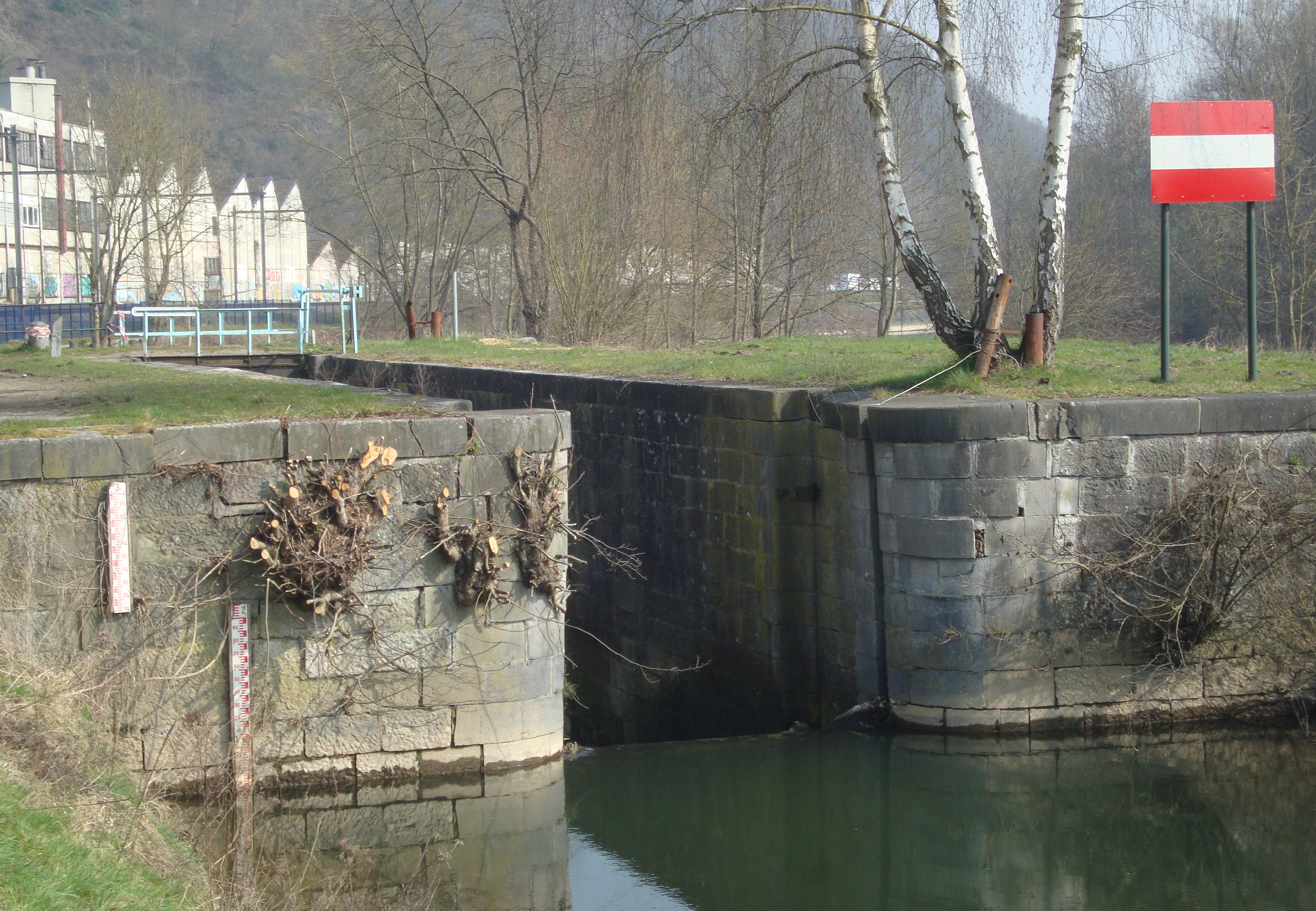
Vue amont.
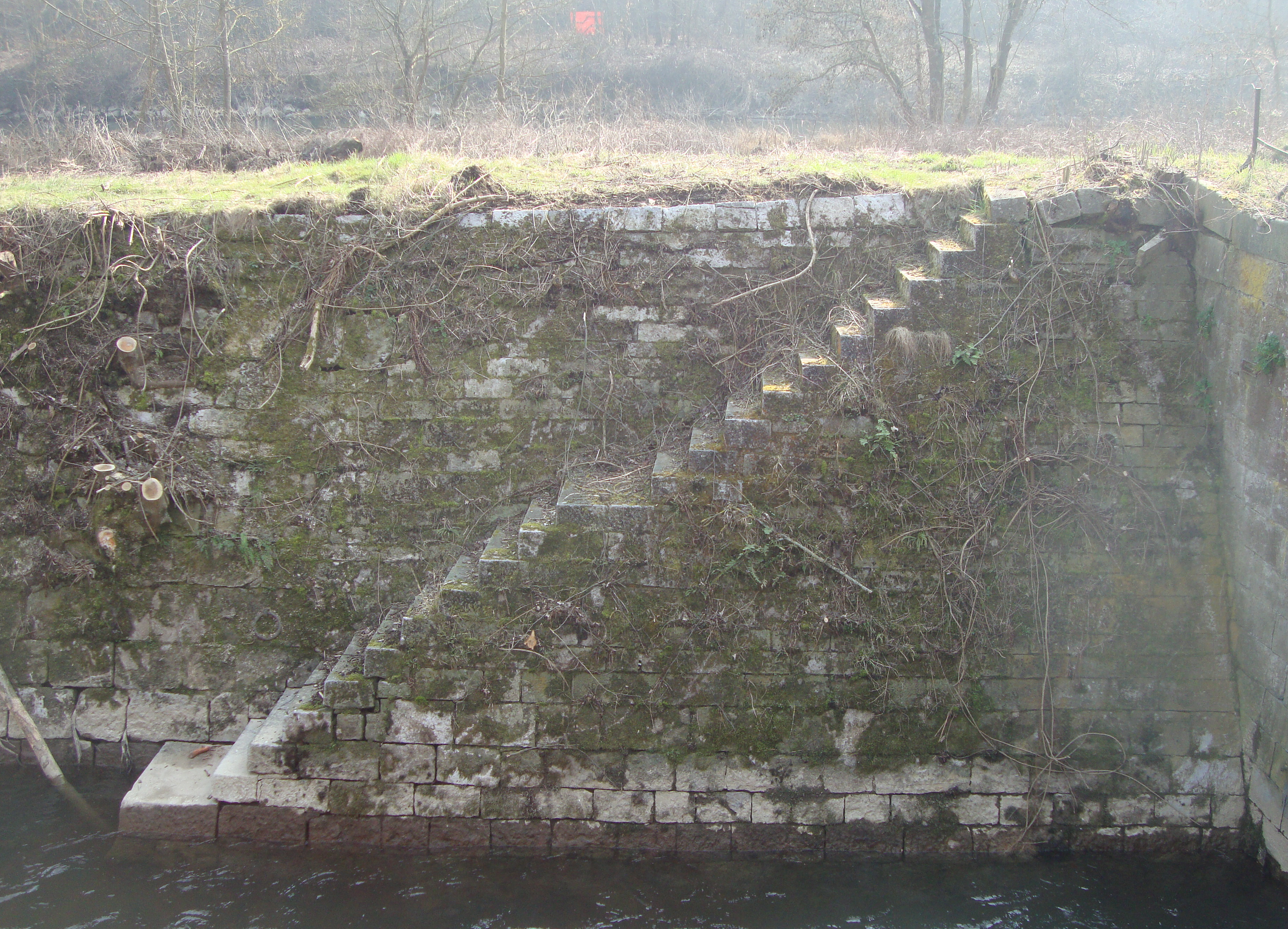
Escalier aval.

50° 35′ 56,78″ N, 5° 35′ 36,03″ E

### N° 5 Colonster
L'écluse se trouve au PK 6,03. Elle a été remplacée par un barrage mobile.

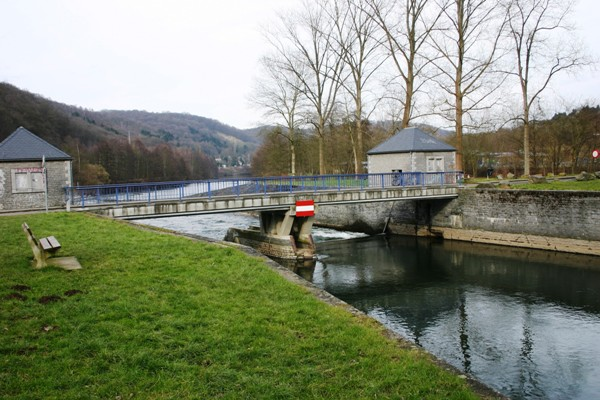
Le bief de l'écluse, à la place de l'écluse aujourd'hui un barrage mobile avec pont.

50° 35′ 13,56″ N, 5° 35′ 21,9″ E

### N° 6 Sainval
Se trouve au PK 7,83. Le bief amont a été remblayé et porte maintenant une route et le RAVeL jusqu'au site des Prés de Tilff (ancienne piscine).
50° 34′ 33,74″ N, 5° 36′ 11,9″ E

### N° 7 Tilff
Cette écluse au PK 8,88 a aussi été remblayée. La maison de l'éclusier existe toujours. La digue en biais à la tête de garde est toujours présente de même que la digue dans le cours de la rivière quelque cent mètres en amont.

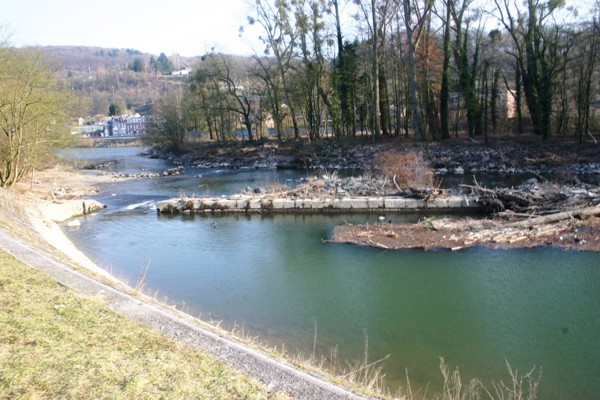
Écluse de Tilff, la digue en amont du bief vue vers l'aval, au premier plan le mur de soutènement du bief remblayé.
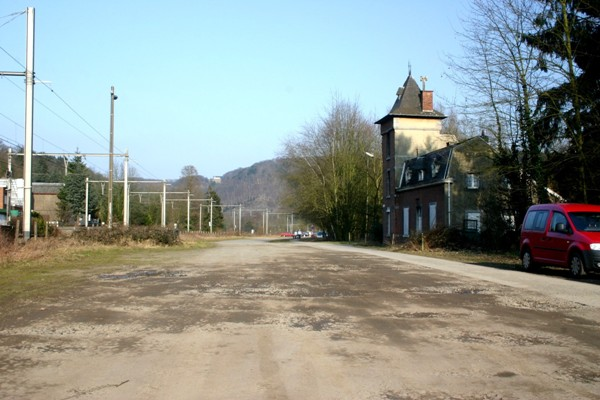
Écluse de Tilff, vue sur le canal remblayé, à droite la maison de l'éclusier.

50° 34′ 16,72″ N, 5° 35′ 20,98″ E

### N° 8 St.Anne
Cette écluse se trouvait au PK 11,86.

### N° 9 Méry
De Méry à Hony, le canal a été remblayé et à sa place se trouve une route.

### N° 10 Hony
L'écluse et le bief amont jusqu'à sa tête de garde amont (carrière du charron) ont été remblayés. La maison de l'éclusier existe toujours et était un commerce jusqu'il y a peu.
À la sortie du bief de Hony les péniches ou betchetes ont navigué sur l'Ourthe et le canal continuant par après latéralement à la rive droite les chevaux de halage ont dû être transportés sur l'autre rive au moyen d'un bac. À cet endroit on voit encore l'abri du passeur (abimé par les inondations de juillet 2021).

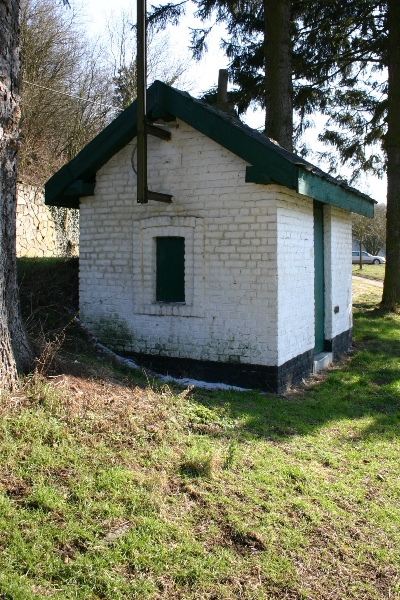
L'abri du passeur.
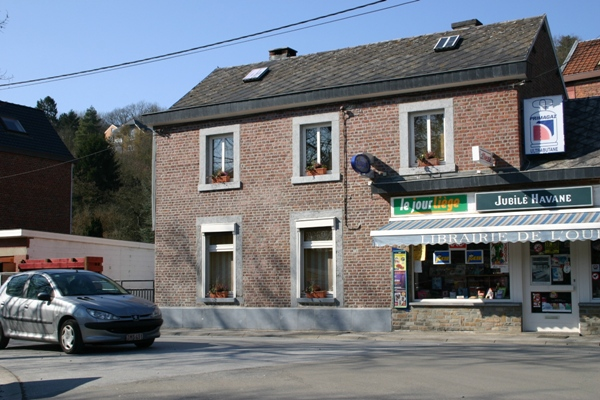
Maison de l'éclusier et la route sur le chemin de halage.
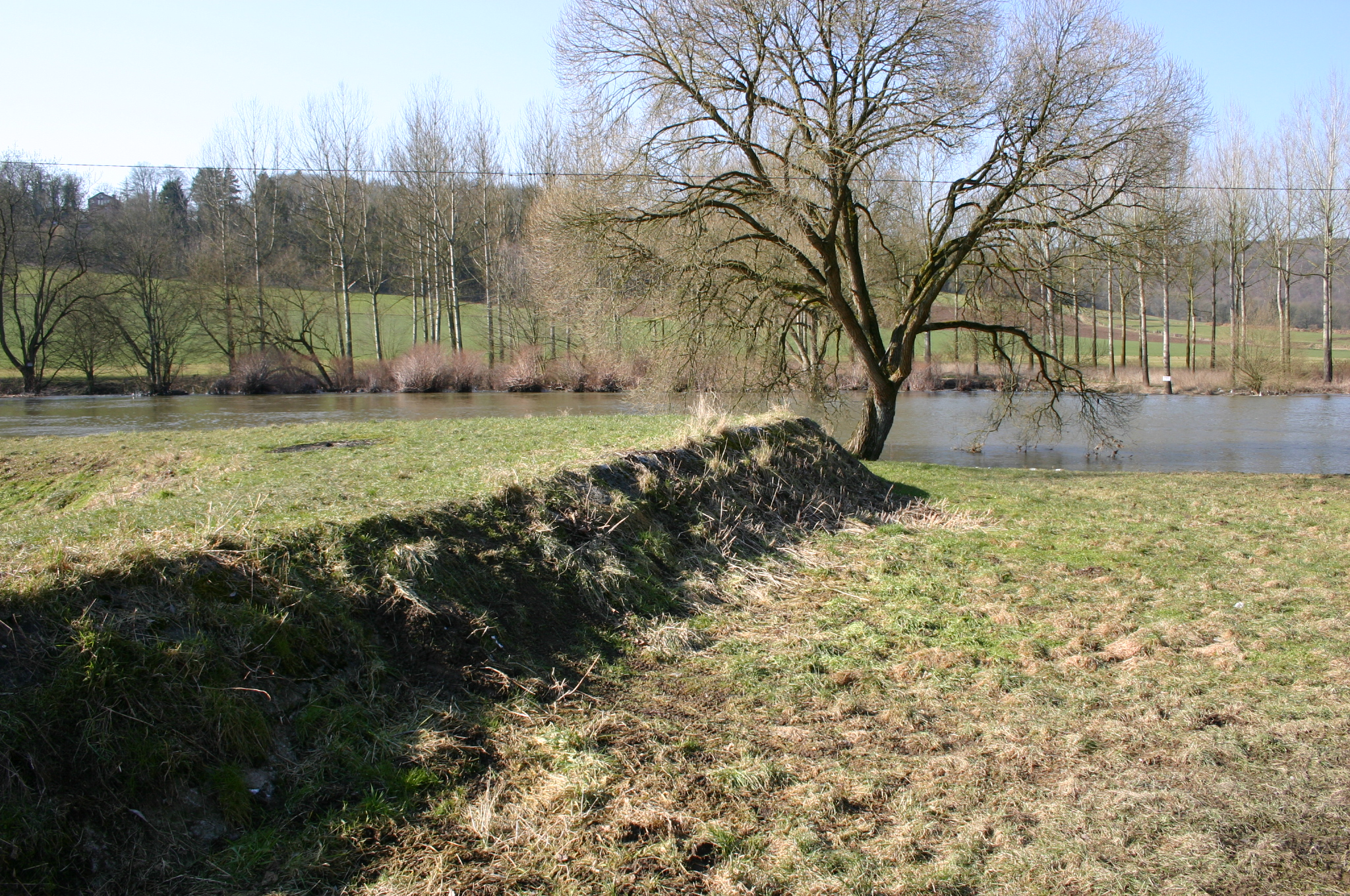
Tête de garde du charon à gauche vu du bief remblayé vers l'Ourthe.
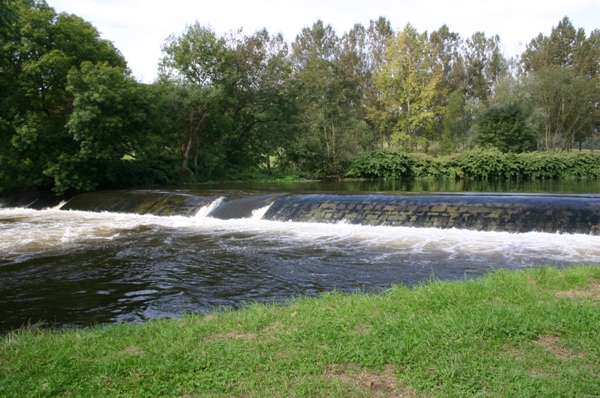
Digue sur le canal de l'Ourthe à Hony.
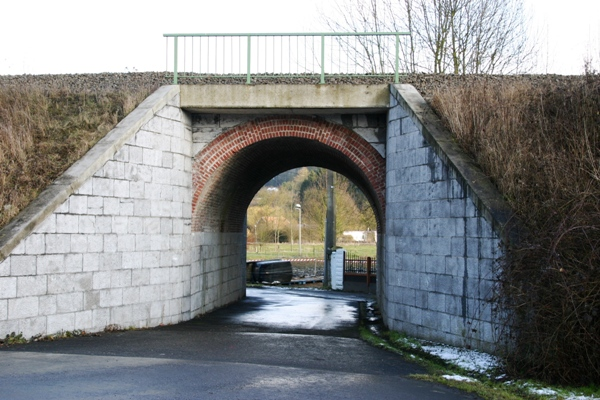
Pont ferroviaire à Hony sur le chemin de halage du canal vu d'en amont.
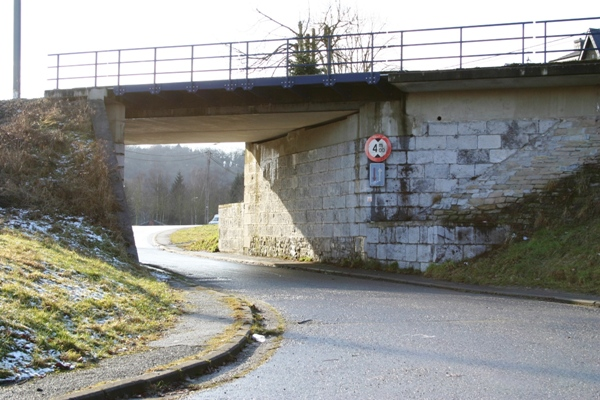
Pont ferroviaire à Hony, partie du canal maintenant remblayé vu d'en aval.

### N°11 Fêchereux
La maison de l'éclusier existe toujours et elle est toujours habitée.
L'écluse est remblayée mais on en voit encore les vestiges.

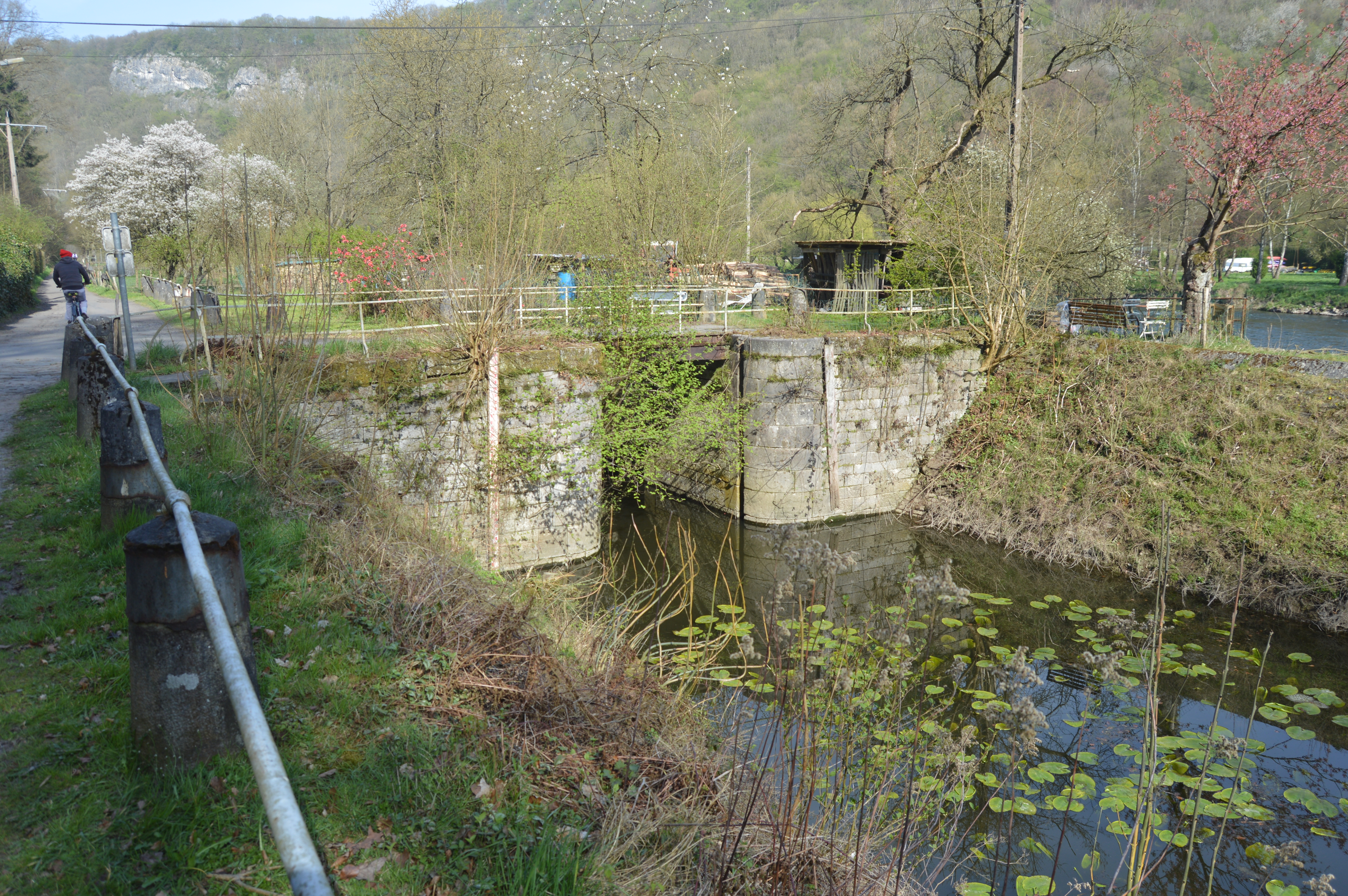
Le bassin de l'écluse de Fêchereux.
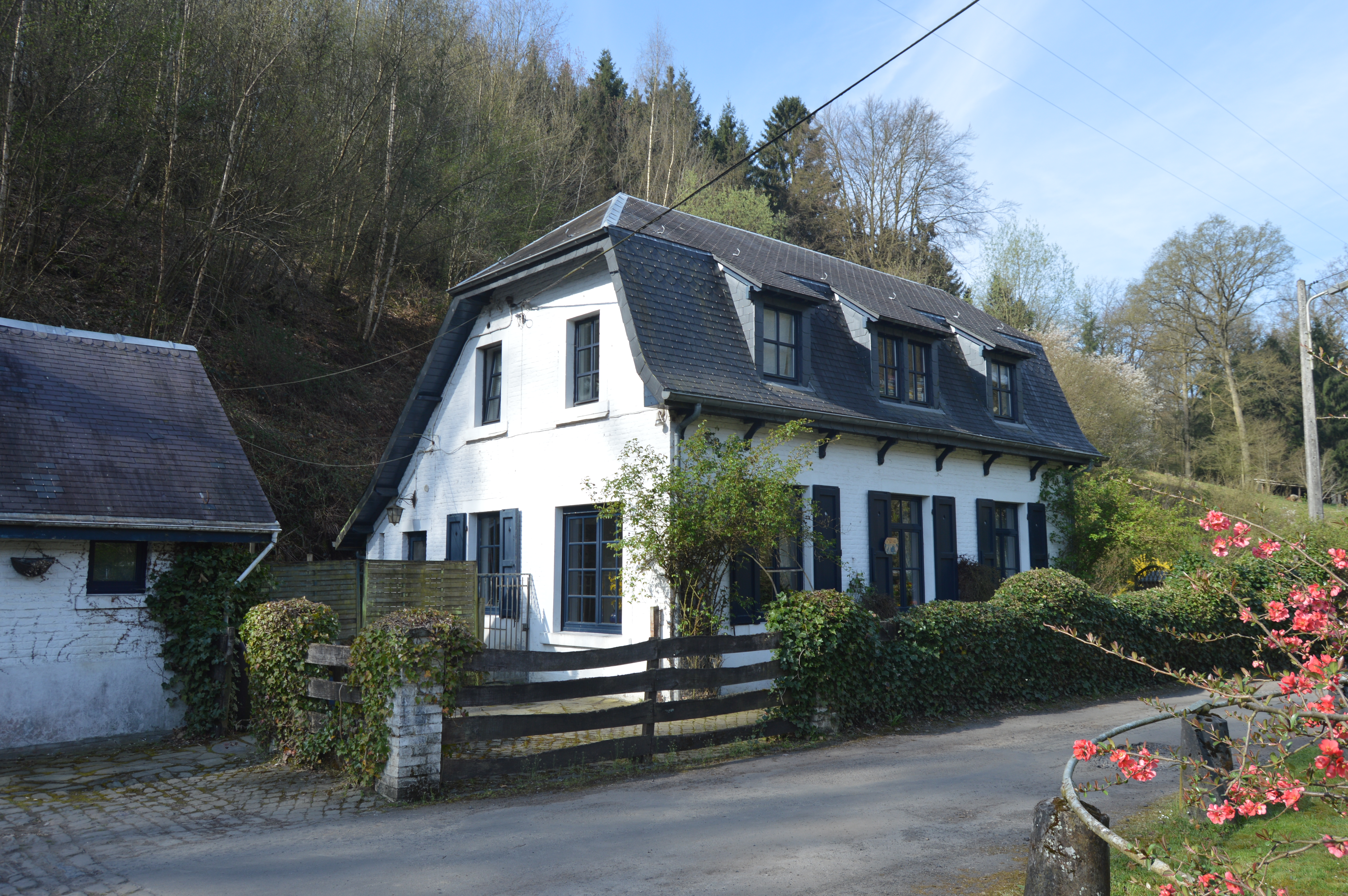
La maison de l'écluse de Fêchereux.

### N°12 Devant Rosières
Mêmes remarques que pour le N° 11.

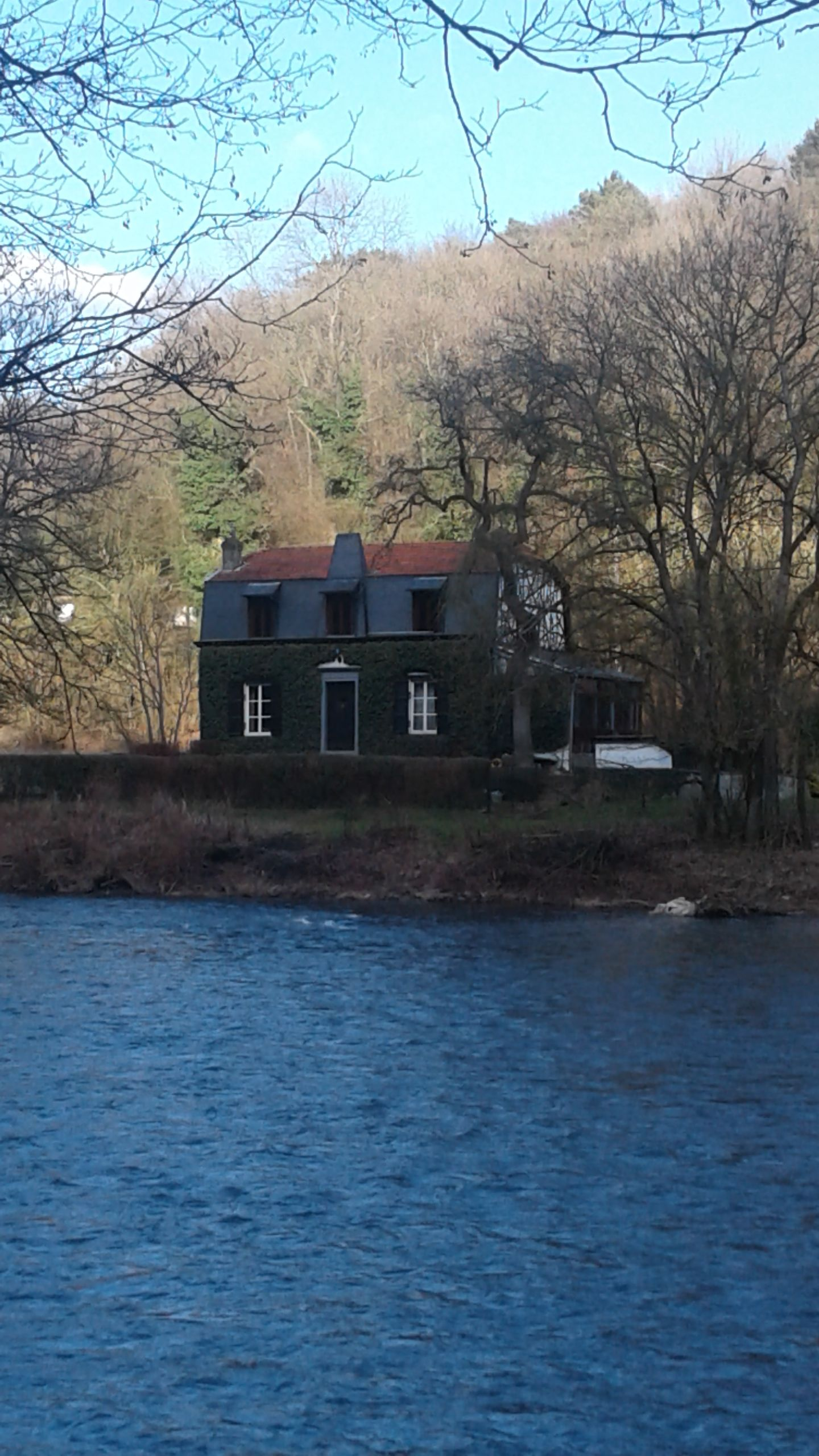
La maison éclusière devant Rosières.

### N°13 Esneux
À Esneux la tête de garde du bief était à la hauteur du Lavaux Le bief aval, l'écluse et le bief amont ont été remblayés jusqu'à Evieux.
Le remblaiement du bief amont fut déjà réalisé vers 1917, tandis que l'écluse et le bief aval ont été remblayés dans les années 1950. À la place de l'écluse se trouve aujourd'hui un parking face à la gare.
Pendant la Seconde Guerre mondiale, un camion avec des soldats américains est tombé dans l'écluse et les soldats se sont noyés.

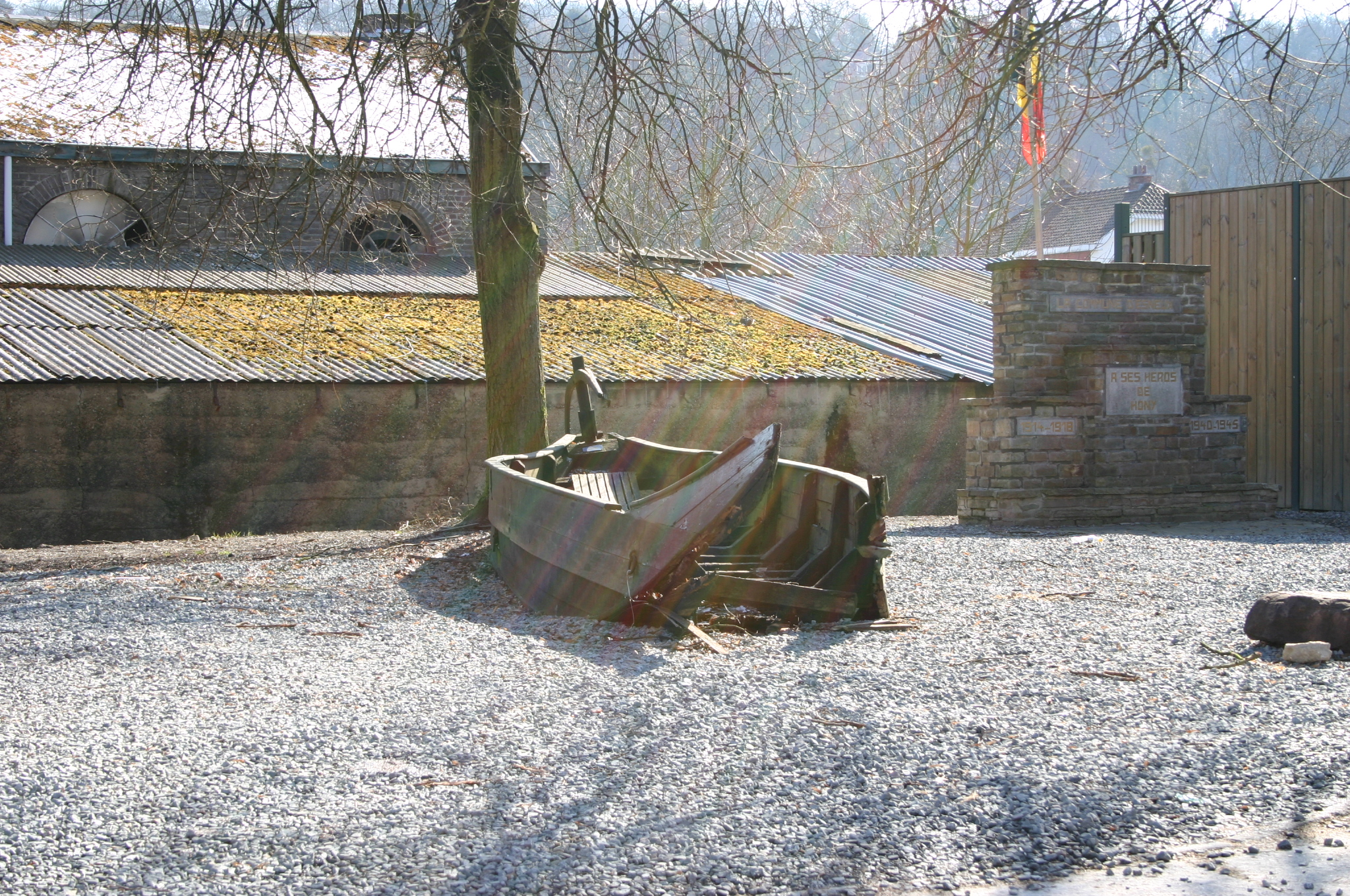
Une ancienne bétchette à Hony.

### N°14 Evieux
L'écluse est remblayée, la maison de l'éclusier existe toujours et est habitée.
À la Gombe on voit encore des traces de la tête de garde du bief.

### N°15 Poulseur

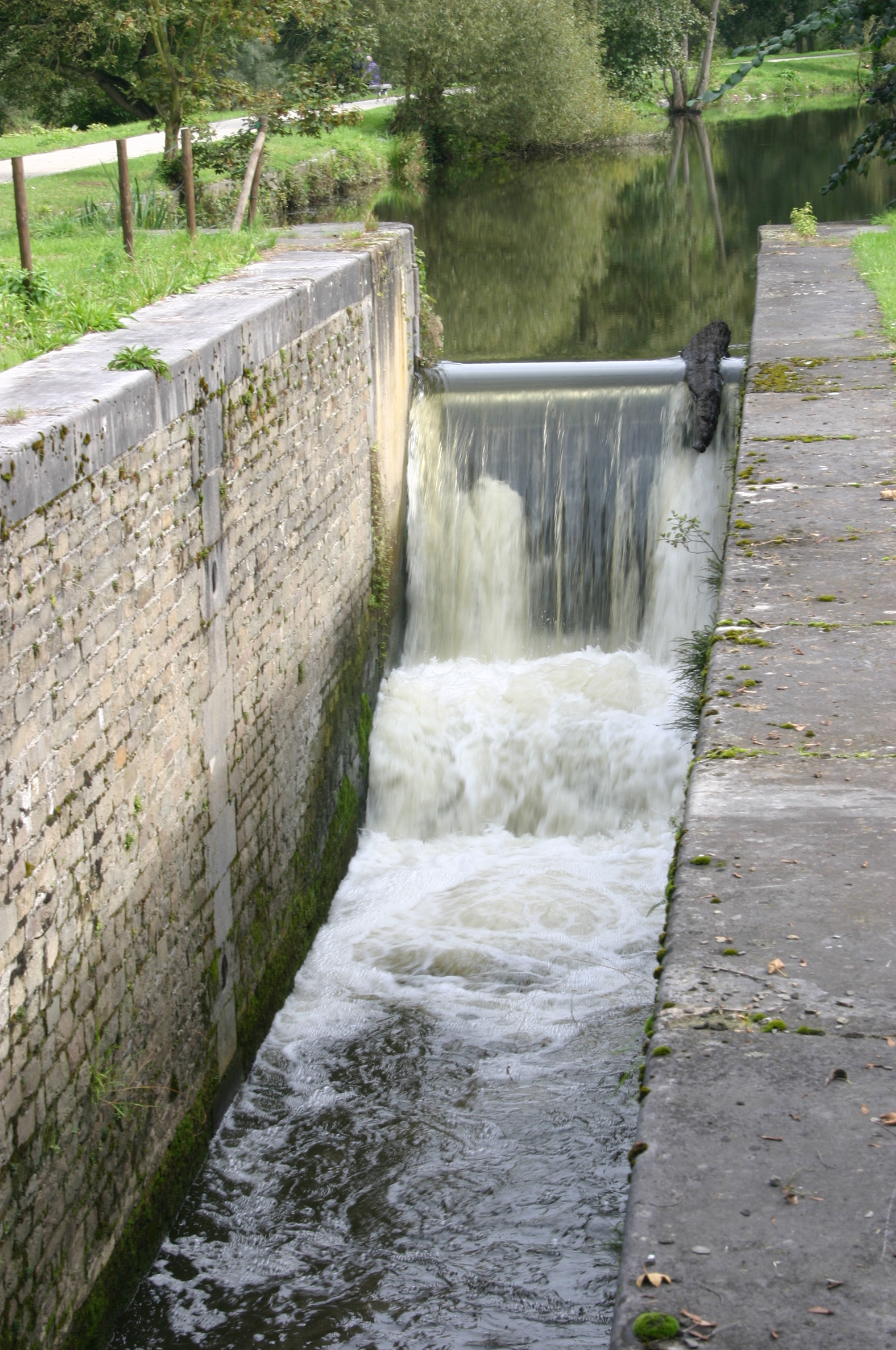
Écluse de Poulseur.
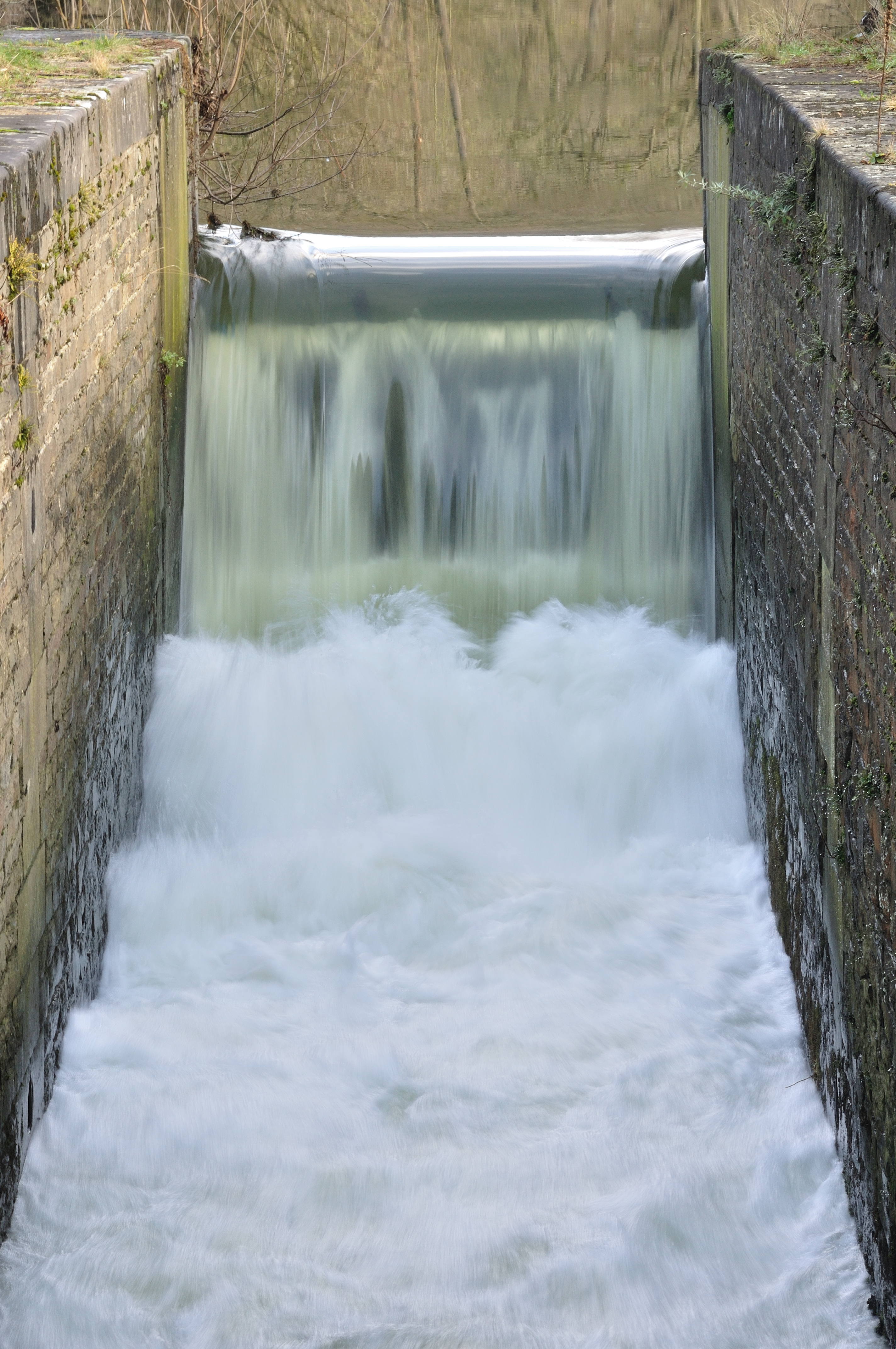
Grop plan - pause longue.

Jusqu'à Poulseur les péniches naviguaient de nouveau sur l'Ourthe. Le bief aval long de quelque 300 mètres existe toujours de même que l'écluse, le bief amont a été assaini jusqu'à Chanxhe et est longé par le RAVeL. Le niveau d'eau dans le bief amont est garanti grâce à des madriers posés dans l'entrée amont de l'écluse. La maison de l'éclusier est habitée.

### N°16 Embierir (Chanxhe)
L'écluse a été restaurée, mais sans portes. La maison de l'éclusier existe toujours et est habitée. Sur le site de l'écluse on trouve des panneaux didactiques concernant le canal.

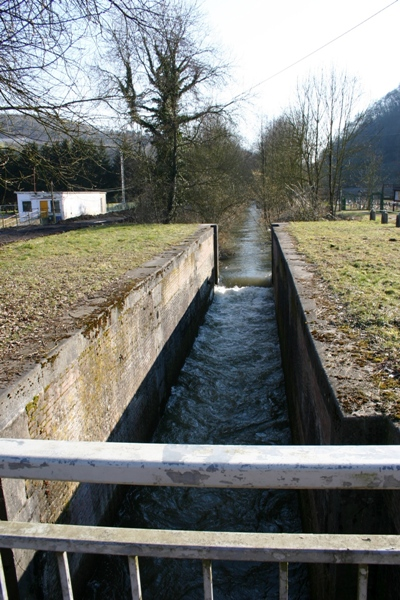
Écluse d'Embierir près de Chanxe, vue direction amont.
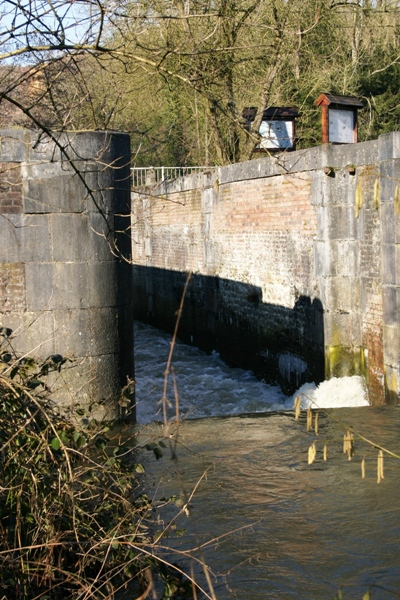
Écluse d'Embierir, porte amont.
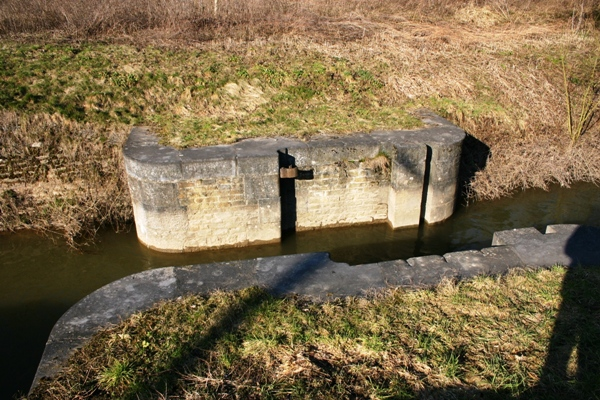
Écluse d'Embierir, vestiges d'un barrage sur le canal latéral.
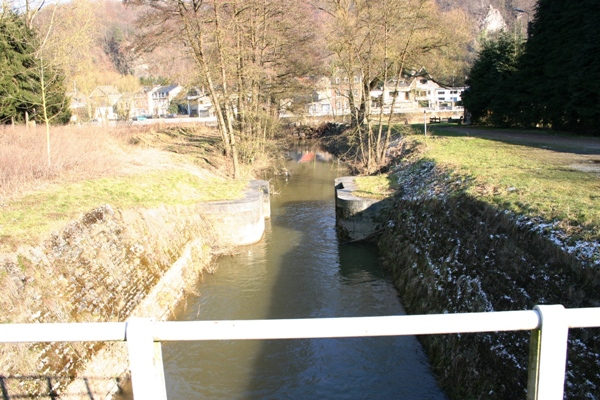
Ecluse d'Embierir, vestiges du canal latéral
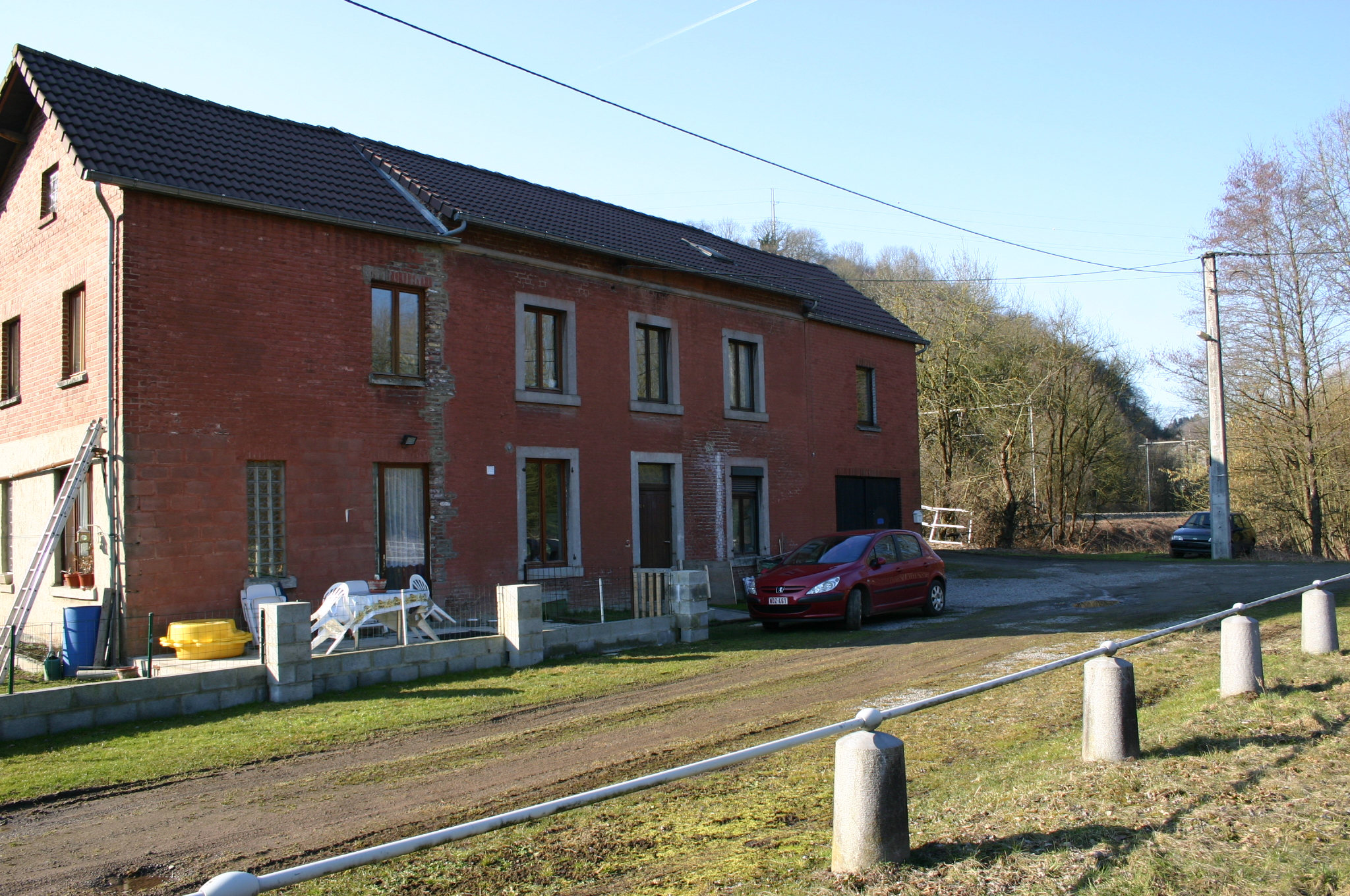
Maison de l'éclusier.
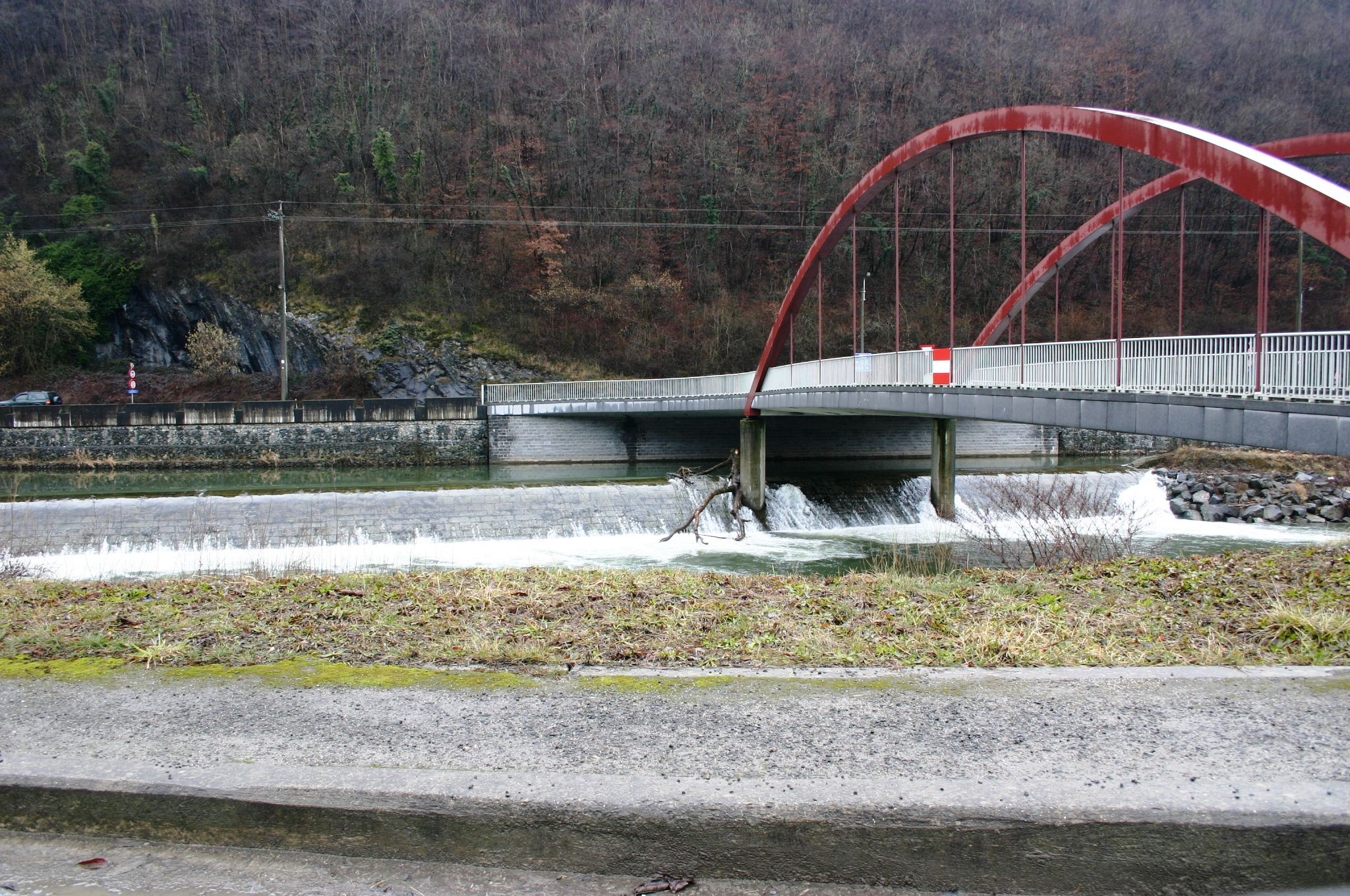
Digue en biais du bief amont.

### N°17 Douxflamme (Comblain)
La maison de l'éclusier est visible sur la route nationale vers Comblain.

## Souterrain du canal de Bernistap

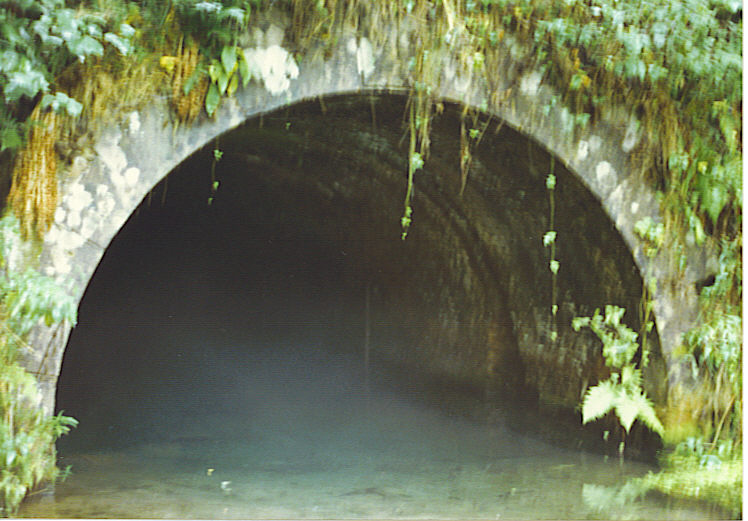
Tunnel-canal de Bernistap

À Bernistap, un hameau du village de Tavigny (commune de Houffalize), sous la frontière belgo-luxembourgeoise, l'entrée du tunnel qui devait atteindre quelque 2,5 kilomètres est encore visible (classé monument historique en 1988 appartenant à la Région Wallonne). L'ouvrage d'art est le point haut du parcours (bief de partage), reliant le bassin mosan de l'Ourthe et le bassin mosellan de la Woltz.
Les travaux sont entamés en 1827 des deux côtés de la colline et par sept puits d'extraction. La galerie est taillée au pic puis à la poudre noire et est voûtée au fur et à mesure que les travaux progressent. En 1830, c'est la Révolution belge et le projet, soutenu par Guillaume Ier des Pays-Bas, devient politiquement sensible. D'autant plus que le duché de Luxembourg oscille entre l'indépendance et le rattachement à la Belgique. Les travaux, d'abord suspendus en 1831, sont définitivement abandonnés en 1839 quand le Grand-Duché devient indépendant à la suite du traité des XXIV articles .
Entre 1827 et 1831, seuls 1 300 mètres de tunnel et une partie des sections d'approches avaient été réalisées ; une partie de la galerie n'avait pas encore été voûtée.
50° 06′ 10″ N, 5° 52′ 31″ E

## Dans la littérature
Les aléas romancés de la construction de ce canal sont le sujet d'une fiction historique de Géry de Pierpont intitulée La Rivière contrariée : Roman dans l'histoire publiée en 2001 et rééditée en 2013.